# 제17회 유럽 영화상
제17회 유럽 영화상의 시상식에 관한 내용이다.

## 수상 및 후보

### 유러피안 작품상
- 미치고 싶을 때 - 파티 아킨 수상

### 유러피안 감독상
- 씨 인사이드 - 알레한드로 아메나바르 수상

### 유러피안 여우주연상
- 베라 드레이크 - 이멜다 스턴톤 수상

### 유러피안 남우주연상
- 씨 인사이드 - 하비에 바르뎀 수상

### 유러피안 각본상
- 룩 앳 미 - 아네스 자우이 수상

### 유러피안 촬영상
- 진주 귀걸이를 한 소녀 - 에두아르도 세라 수상

### 유러피안 음악상
- 코러스 - 브뤼노 꿀레 수상

### 유럽영화아카데미 예술공헌상
- 카를로스 사우라 수상

### 유럽영화아카데미 비평상
- 울부짖는 초원

### 유럽영화아카데미 신인상
- Stolen Childhood

### 유럽영화아카데미 다큐멘터리상
- 다윈의 악몽 - 휴베르트 소퍼 수상

### 유럽영화아카데미 비유럽 영화상
- 2046 - 왕가위 수상

### 베스트 유러피안 감독상
- 미치고 싶을 때 - 파티 아킨 수상

### 베스트 유러피안 남우주연상
- 러브 인 쏘트 - 다니엘 브륄 수상

### 베스트 유러피안 여우주연상
- 빨간 구두 - 페네로프 크루즈 수상

### 유러피안 월드 시네마상
- 리브 울만 수상

### 유럽영화아카데미 단편영화-UI
- 아윌 웨이트 포 더 넥스트 원 - 필리페 오레인디 수상